# Honaker
Honaker is een plaats (town) in de Amerikaanse staat Virginia, en valt bestuurlijk gezien onder Russell County.

## Demografie
Bij de volkstelling in 2000 werd het aantal inwoners vastgesteld op 945.
In 2006 is het aantal inwoners door het United States Census Bureau geschat op 913, een daling van 32 (-3,4%).

## Geografie
Volgens het United States Census Bureau beslaat de plaats een oppervlakte van
1,4 km², geheel bestaande uit land. Honaker ligt op ongeveer 570 m boven zeeniveau.

## Plaatsen in de nabije omgeving
De onderstaande figuur toont nabijgelegen plaatsen in een straal van 20 km rond Honaker.